# Friedrich Wilhelm Schnitzler
Pour les articles homonymes, voir Schnitzler.
Friedrich "Fritz" Wilhelm Schnitzler, né le 16 décembre 1928 à Ohnastetten, maintenant inclus dans Sankt Johann dans le Land de Bade-Wurtemberg, et mort le 15 juillet 2011 dans la même commune, est un chef d'entreprise et homme politique allemand membre de la CDU.

## Biographie
Il naît le 16 décembre 1928 à Ohnastetten, maintenant inclus dans Sankt Johann dans l'arrondissement de Reutlingen dans le Land de Bade-Wurtemberg. Il est titulaire d'un diplôme en gestion agricole et est un évaluateur certifié des dommages causés par la faune sauvage. Tout en gérant sa propriété à temps partiel, il est, d'octobre 1962 à décembre 1974, conseiller de district et adjoint au maire d'Ohnastetten et est également juge non professionnel au tribunal d'État de Tübingen. Après le rattachement d'Ohnastetten à St. Johann, il est, de 1975 à 1996, représentant du district et membre des conseils de ce district et de St. Johann,.

## Vie privée
Lui et sa femme vivent dans leur exploitation de 30 hectares d'élevage laitier avec leur fils, Frank Christoph Schnitzler.

### Source de la traduction
- (en) Cet article est partiellement ou en totalité issu de l’article de Wikipédia en anglais intitulé « Friedrich Wilhelm Schnitzler » (voir la liste des auteurs).